# Harantacris ambrensis
Harantacris ambrensis är en insektsart som beskrevs av Wintrebert 1972. Harantacris ambrensis ingår i släktet Harantacris och familjen gräshoppor. Inga underarter finns listade i Catalogue of Life.